# Kanton Crest-Nord
Crest-Nord is een voormalig kanton van het Franse departement Drôme. Het kanton maakte deel uit van het arrondissement Die. Het werd opgeheven bij decreet van 20 februari 2014.

## Gemeenten
Het kanton Crest-Nord omvatte de volgende gemeenten:
- Allex
- Aouste-sur-Sye
- Beaufort-sur-Gervanne
- Cobonne
- Crest (deels, hoofdplaats)
- Eurre
- Gigors-et-Lozeron
- Mirabel-et-Blacons
- Montclar-sur-Gervanne
- Montoison
- Omblèze
- Ourches
- Plan-de-Baix
- Suze
- Vaunaveys-la-Rochette

Vanaf 2015 zijn deze gemeenten verdeeld over de kantons Loriol-sur-Drôme en Crest.